# Налепка, Ян
Ян Налепка (20 сентября 1912, село Смижани, Восточная Словакия, Австро-Венгрия — 1943, г. Овруч, Житомирская область, УССР, СССР) — чехословацкий офицер, участник Великой Отечественной войны, организатор и командир словацкого партизанского отряда партизанского соединения генерал-майора А. Н. Сабурова, действовавшего на оккупированной территории Белорусской и Украинской ССР, Герой Советского Союза.

## Биография
Словак. Родился в селе Смижани (район Спишска-Нова-Вес, Восточная Словакия) в крестьянской семье. В 1931 году окончил учительскую семинарию. Работал учителем в сельской школе. Несколько раз публиковал статьи в «Учительской газете».
В 1934 году призван в чехословацкую армию, в 1936 году окончил офицерскую школу, получив звание подпоручика, в дальнейшем получил звание поручика армии Чехословакии; служба в армии проходила с перерывами. В марте 1939 года мобилизован в словацкую армию.
Летом 1941 года правительство Словакии направило 2-ю пехотную дивизию, в которой служил Ян Налепка, на советско-германский фронт.
Будучи начальником штаба 101-го словацкого полка, расквартированного в городе Ельске (ныне Гомельская область, Беларусь), капитан Ян Налепка в 1942 году создал в полку подпольную антифашистскую группу. Ещё до установления контактов с советскими партизанами участники группы вели антифашистскую деятельность: пытались установить контакты с местными жителями, передать им информацию об обстановке на фронте и намерениях немцев (например, Ян Налепка, пригласив на беседу местных жителей, оставлял включённым радиоприёмник, по которому передавали сообщения Совинформбюро, делая вид, что не понимает содержания передачи; в присутствии местных жителей вёл телефонные переговоры на русском языке с представителями оккупационной администрации, уточняя ранее полученные распоряжения; в присутствии местных жителей выбрасывал в мусорные корзины черновики делопроизводственной документации — вместо того, чтобы сжигать их…); не исполняли или саботировали исполнение указаний немецких оккупационных властей о борьбе с партизанами; несколько раз разрушали железнодорожное полотно; во время участия в операции против партизан дали ложное целеуказание немецкой авиации, которая впустую разбомбила безлюдный участок леса.
В начале 1942 года Налепка установил связь с советскими партизанами. Контакт с Яном Налепкой осуществлял разведчик Иван Васильевич Скалобан, а обмен информацией проходил через связных: учительницу Лидию Янович из деревни Оголичи и Фёдора Сакадынского из деревни Копцевичи.
После этого Налепка активизировал работу по подготовке перехода солдат полка на сторону партизан. Во время одной из операций на сторону советских партизан перешёл взвод солдат-словаков во главе с командиром взвода Сорокой.
8 декабря 1942 года Ян Налепка и ещё два словака-антифашиста встретились с командирами партизан Р. Н. Мачульским, К. Т. Мазуровым и И. А. Бельским. В ходе встречи они договорились о том, что словацкие солдаты, охраняющие железную дорогу Житковичи — Калинковичи, покинут участок патрулирования, когда партизаны начнут операцию по взрыву моста через реку Бобрик, и поднимут стрельбу только после взрыва. Налепка сообщил, что солдаты-словаки готовы перейти на сторону партизан, если те объявят, что словаки захвачены в плен. В результате операции группа подрывников из партизанского отряда имени Н. Ф. Гастелло взорвала 50-метровый железнодорожный мост через реку Бобрик (остановив движение поездов на неделю), а на сторону партизан перешли двадцать солдат-словаков под командованием сержанта Яна Микулы. Этих солдат определили в словацкий взвод партизанской бригады А. А. Жигаря.
После того, как один из словаков-антифашистов был арестован гестапо и после пыток назвал имена нескольких других участников, возникла угроза разоблачения подпольной организации.
15 мая 1943 года Налепка с группой офицеров и солдат полка перешёл на сторону советских партизан, воссоединившись с ними в районе деревни Ремезы. 18 мая 1943 года в партизанском соединении А. Н. Сабурова был создан партизанский отряд из бывших словацких военнослужащих, командиром которого был назначен Я. Налепка.
Оказавшись в партизанском отряде, Налепка начал призывать других словацких военнослужащих переходить на сторону советских партизан. 8 июня 1943 года к советским партизанам прибыл на танке словацкий солдат Мартин Корбеля, он передал партизанам исправный пушечный танк с боекомплектом. После этого случая немцы разоружили и вывели словацкий полк из места дислокации.
Летом и осенью 1943 года отряд под командованием Яна Налепки неоднократно участвовал в боях с немецкими войсками. Так, 26 июня 1943 года отряд Яна Налепки и советский партизанский отряд имени С. М. Будённого организовали засаду на автодороге, разгромив немецкую автоколонну. Было уничтожено 75 немцев и 5 грузовых автомашин.
В сентябре-октябре 1943 пытался вести переговоры с представителями УПА с целью договориться о прекращении борьбы УПА против партизан и о совместной борьбе против нацистов.
В канун 26-й годовщины Великой Октябрьской социалистической революции (1943 год) Ян Налепка был принят кандидатом в члены ВКП(б).
7 ноября 1943 года Ян Налепка принимал участие в разгроме немецкого гарнизона в Давид-Городке (ныне Столинский район, Брестская область, Беларусь).
16 ноября 1943 года чехословацкий партизанский отряд под командованием Яна Налепки во взаимодействии с советскими партизанами и войсками 1-го Украинского фронта участвовал в боях за освобождение города Овруч Житомирской области УССР. Отряд атаковал Овруч с юга, захватил и удержал (несмотря на контратаки противника) мост через реку Норин, а в дальнейшем оказал помощь советским партизанам в боях в районе аэродрома и за железнодорожную станцию. Ян Налепка погиб в ходе боя за здание вокзала, во время штурма одной из долговременных огневых точек противника.

## Место захоронения
Ян Налепка был захоронен в братской могиле воинов чехословацкого корпуса в городе Черновцы. Здесь был возведён мемориал советско-чешских воинов, где погребено 58 бойцов. Улица, ведущая к мемориалу, также названа в честь воина-партизана. Средняя школа, расположенная рядом, носит его имя. В ней в 1970 году был открыт музей имени словацкого героя, который посещают чешские и словацкие консулы, родные братья Яна Налепки, а также его соратники по оружию.

## Награды

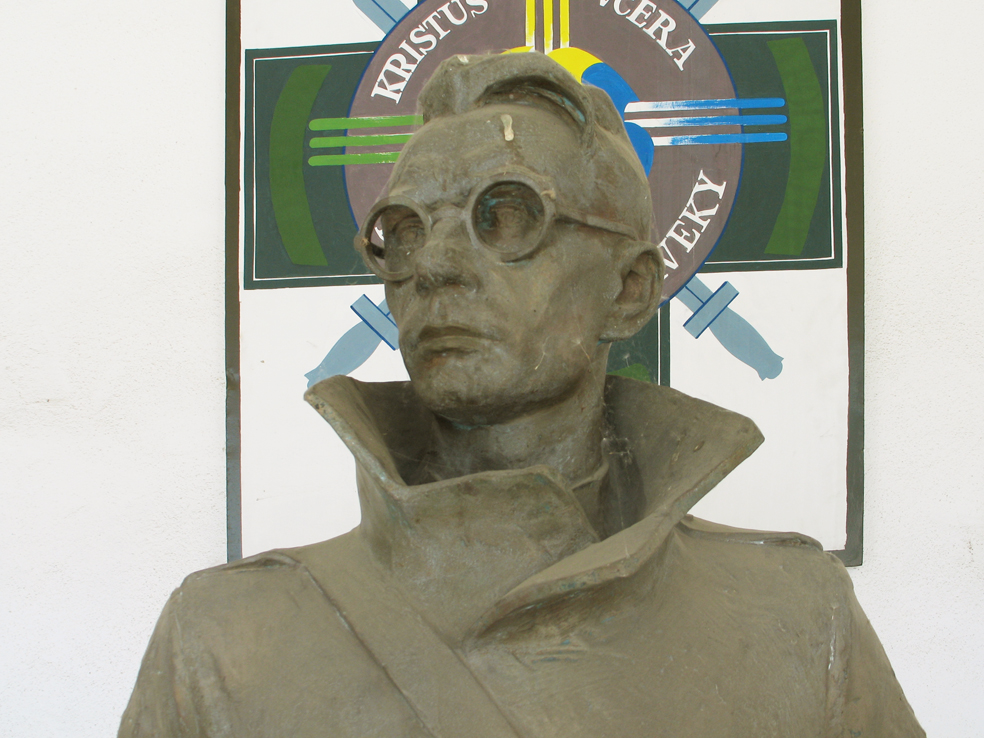
Памятник Яну Налепке в Рожняве.

- Герой Советского Союза (посмертно) — звание присвоено Указом Президиума Верховного Совета СССР от 2 мая 1945 года за умелое командование партизанским отрядом и проявленные мужество и героизм в боях с немецко-фашистскими захватчиками[3][4];
- Орден Ленина (2 мая 1945 года, посмертно)[3][4];
- Медаль «Партизану Отечественной войны» I степени[3];
- Герой Словацкого национального восстания (5 мая 1945 года, посмертно)[4];
- Орден Белого льва I степени (28 октября 1948 года, посмертно)[2];
- Орден Людовита Штура II степени с мечами (посмертно) — награждён 31 августа 1996 года, по решению правительства Словакии.

7 мая 2004 года был опубликован Указ Президента Словацкой Республики о присвоении Яну Налепке звания «Бригадный генерал» (посмертно).

## Память

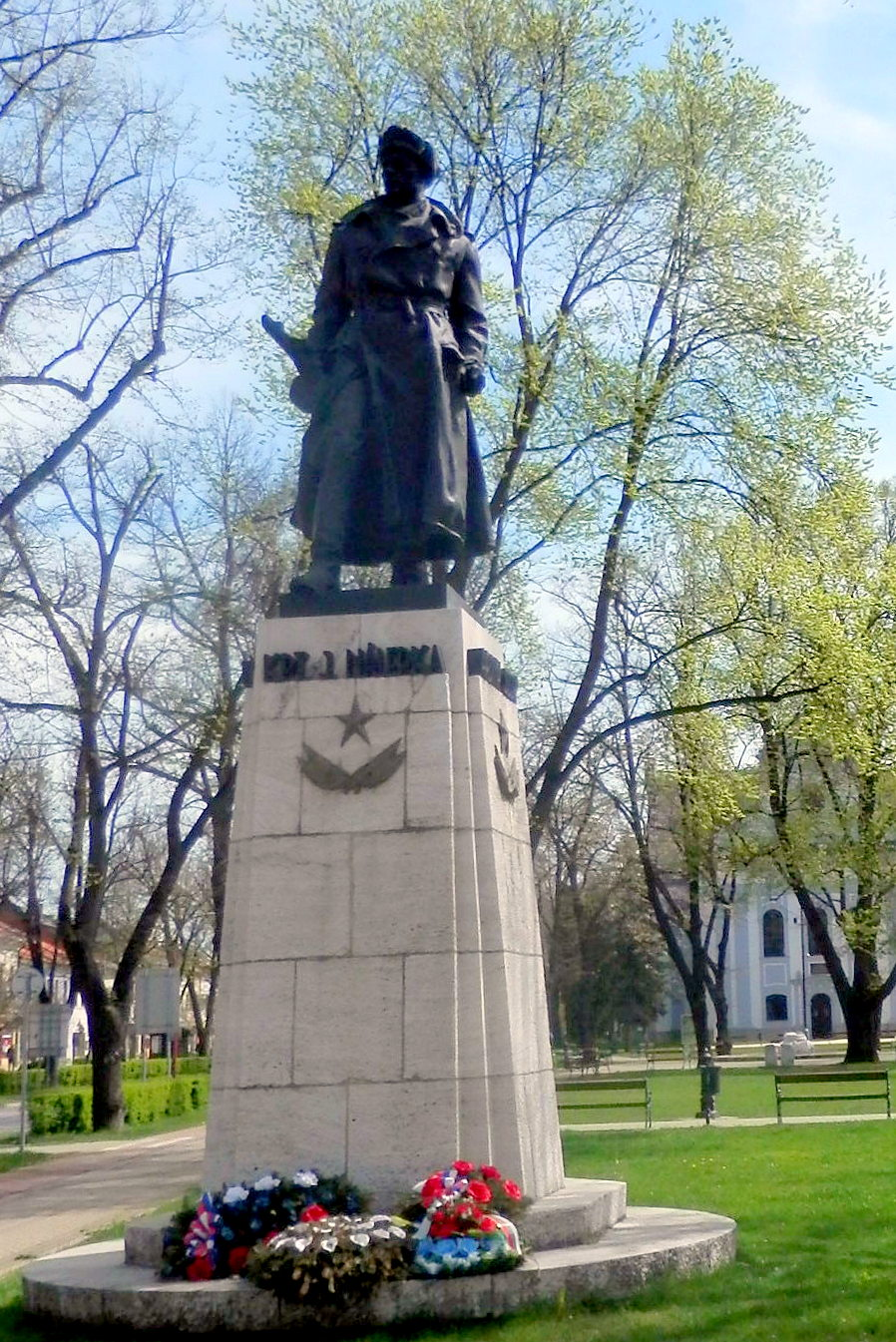
Памятник Яну Налепке в Спишской-Новой-Веси.

- В Словацком национальном восстании 1944 года участвовала словацкая партизанская бригада имени Яна Налепки[11].
- В городе Овруч Яну Налепке установлен памятник[12], его именем названы улица и средняя школа[5].
- В 1948 году село Вондришель в районе Гелница было переименовано в Налепково.
- Именем Яна Налепки названы улицы в Ельске, Лельчицах, Брно, Спишской-Новой-Веси, Рожняве, Ступаве и во многих других населённых пунктах Чехии и Словакии (более 100 улиц).
- В городе Ельск (на юге Гомельской области, Беларусь) сохранился деревянный одноэтажный дом (ул. Советская, дом 40), в котором в 1942—1943 годах проживал Ян Налепка; на нём установлена мемориальная доска[7][13].
- В городе Спишска-Нова-Вес в 1954 году установлен памятник Яну Налепке. Полностью восстановлен, с восстановлением надписи «Герой СССР», в апреле 2015 года. Улица, на углу которой находится памятник, носит имя героя. Тогда же выкуплен и восстановлен дом-музей Яна Налепки в деревне Смижаны. На доме установлена мемориальная доска. Дом-музей находится под патронатом скаутской организации Смижанской общеобразовательной школы имени Я. Налепки.
- Памятник в городе Ступава, установленный в 1973 году, был в начале 1990-х перенесён на окраину леса. В 2013 году памятник поставлен у городской полной школы, носящей имя героя.
- В 2011 году памятник генералу установлен в Рожняве.
- В 2015 году в городе Ельск установлен мемориальный знак в память о Герое Советского Союза Яне Налепке[14].
- Имя Яна Налепки носит пионерская дружина Ельской районной гимназии (с 1971 года).
- В Ельском краеведческом музее хранятся материалы, посвящённые Я. Налепке. Хранятся кадры документальной хроники военных лет, на которых запечатлен легендарный переход-присоединение Яна Налепки и словацких солдат к партизанскому движению. В мае 2025 года музею передан портрет ручной работы на дереве Героя Советского Союза Яна Налепки, который доставили в Ельск из Словакии. Портрет выполнен на древесине из региона, где родился Ян Налепка.

### Отражение в культуре и искусстве
- Повесть: Miloš Krno.  Vrátim sa živý. — Bratislava: Slovenský spisovatel̕, 1961.
- Рассказ: «Таинственный капитан» А. Н. Сабуров 1965 г.
- Кинофильм: «Завтра будет поздно…» (словац. Zajtra bude neskoro) — совместный советско-чехословацкий фильм о Яне Налепке, снят в 1971 году. Режиссёры фильма: Александр Карпов (СССР) и Мартин Тяпак (Чехословакия).
- Картина: «Герой Советского Союза капитан Ян Налепка» (холст, масло). Художник Н. Я. Бут, 1979 г.

### Отражение в филателии
В марте 1973 года в Чехословакии была выпущена серия из шести почтовых марок, посвящённых героям-антифашистам. На почтовой миниатюре номиналом 30 геллеров помещены портреты Яна Налепки и Антонина Сохора.
Jan Nalepka (1912-1943) (Czechoslovakia 1984)